# Lena Möllers
Lena Möllers (Bocholt, 6 gennaio 1990) è una pallavolista tedesca, palleggiatrice del Vilsbiburg.

## Carriera

### Club
La carriera di Lena Möllers inizia nel 2004 nel Bocholt, per poi passare l'anno successivo all'Olympia Berlino, dove resta per quattro annate, disputando la prima in divisione cadetta e le ultime tre in 1. Bundesliga. Nella stagione 2009-10 passa al Vilsbiburg, dove resta per quattro stagioni, vincendo, nel primo anno di permanenza, lo scudetto.
Nella stagione 2013-14 si trasferisce in Italia, ingaggiata dall'AGIL di Novara, neopromossa in Serie A1. Nella stagione successiva è al Neruda di Bronzolo, in Serie A2, con cui vince la Coppa Italia di categoria.
Nell'annata 2015-16 si accasa al club francese del Béziers, in Ligue A, dove resta per due stagioni, per poi trasferirsi, nel campionato 2017-18, all'Alba-Blaj, nella Divizia A1 rumena.
Ritorna in patria per la stagione 2018-19 difendendo i colori del Dresdner, in 1. Bundesliga, mentre nella stagione seguente torna in forza al Vilsbiburg.

### Nazionale
Gioca per le nazionali giovanili tedesche, con le quali vince la medaglia d'oro al campionato europeo under 18 2007 e al campionato mondiale under 20 2009, dove viene premiata come miglior palleggiatrice.
Nel 2008 inoltre ottiene le prime convocazioni nella nazionale maggiore, con la quale in seguito vince la medaglia d'argento all'European League 2014.

## Palmarès

### Club
- Campionato tedesco: 1

2009-10
- Coppa Italia di Serie A2: 1

2014-15

### Nazionale (competizioni minori)
- Campionato europeo under 18 2007
- Campionato mondiale under 20 2009
- European League 2014
- Montreux Volley Masters 2017

### Premi individuali
- 2009 - Campionato mondiale Under-20: Miglior palleggiatrice